# Померанский вал
Помера́нский вал (нем. Pommernwall) — оборонительный рубеж, возведённый вермахтом в Померании на линии Нейштеттин—Дейч-Кроне—Кройц—Ландберг на основе Померанского укрепрайона, построенного в 1932—1937 годах и усовершенствованного в 1944—1945 годах, а также крепости Шнейдемюль.
Померанский укрепрайон представлял собой большое количество эшелонированных в глубину долговременных огневых точек. Передний край Померанского вала проходил по высоким холмам, покрытым лесными массивами. Померанский вал был прорван сходу 28 января 1945 года 2-й гвардейской танковой армией 1-го Белорусского фронта, за которой наступали общевойсковые армии в ходе Варшавско-Познанской операции. Оборонявшаяся группировка вермахта была окружена в Шнейдемюле 1 февраля 1945 года.